# Hahnia hauseri
Hahnia hauseri är en spindelart som beskrevs av Brignoli 1978. Hahnia hauseri ingår i släktet Hahnia och familjen panflöjtsspindlar. Inga underarter finns listade i Catalogue of Life.